# كريس تايلور (لاعب كريكت بريطاني)
كريس تايلور (21 فبراير 1981 - ) (بالإنجليزية: Chris Taylor)‏ هو لاعب كريكت بريطاني.